# Julian-Jurij Omeljanovyč Doroš

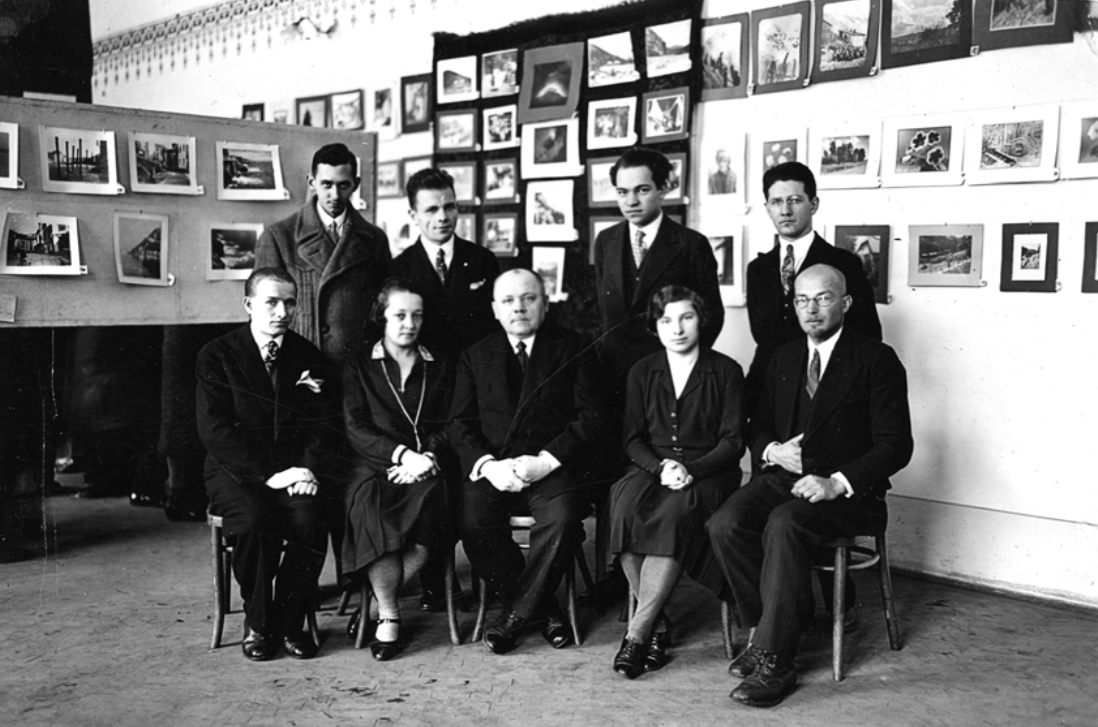
Ukrajinská fotografická společnost, Sedící (zleva doprava): Jaroslav Savka, M. Ganicka, Stepan Dmochovskyj, J. Prociv, Ol. Balickij; stojící: Julian-Jurij Omeljanovyč Doroš, ..., Danylo Figol, B. Skretovyč, 1930

Julian-Jurij Omeljanovyč Doroš (9. června 1909, Žydačiv, nyní oblast Lvova – 20. července 1982, Lvov) byl ukrajinský fotograf – výtvarník, průkopník ukrajinské kinematografie v Haliči, etnograf, místní historik. Člen Ukrajinské fotografické společnosti.

## Životopis
Julian Doroš se narodil 9. června 1909 v rodině rakouského celníka v Žydačevi. Později byl jeho otec převelen do Ternopilské oblasti a Julian strávil dětství v Kopyčynci. Počátkem dvacátých let se rodina Dorošových usadila ve Stanislavu, kde Julian absolvoval ukrajinskou střední školu. Tam se připojil k organizaci Plast, kde začal fotografovat. Od té doby si Doroš vedl fotokroniku plastunských táborů. Julian Doroš patřil k 11. sekci pojmenované po I. Mazepovi. Byl také členem Lvovského vojensko-průmyslového komplexu (1929), poddůstojník fotografie ekonomické zprávy Nejvyššího velení Plastu (1928–1930), oceněn pochvalným dopisem (1930).
V letech 1927 až 1932 studoval na právnické fakultě Lvovské univerzity. Život Juliana Doroše byl spojen s městem Vynnyky. Tady, žil společně se svými bratranci Ivanem a Tarasem v rodině svého strýce – spisovatele a učitele Antona Krušelnyckého, když studoval na právnické fakultě Lvovské univerzity. V té době A. Krušelnytskij vydával časopis Novi šljachy, který sdružoval ukrajinské básníky, avantgardní umělce, kritiky a architekty. Toto období výrazně ovlivnilo Dorošovo vidění světa a další tvorbu. Od té doby začala jeho pravidelná spolupráce s mnoha lvovskými ukrajinskými publikacemi („Dny“, „Život a znalosti“, „Kino“, „Světlo a stín“, „Ukrajinské zprávy“) a Molode žyttja, stejně jako v novinách Nedilja, kde byl spolueditorem.
Poté, co rodina Krušelnytských odešla na sovětskou Ukrajinu, měl Doroš problémy s bydlením a zaměstnáním. Přátelé mu nabídli práci fotografa a překladatele ve vědecké společnosti příznivců Huculů ve Varšavě, která každoročně sbírala etnografický materiál v Karpatech. Právě materiály shromážděné během práce Společnosti byly základem výstavy „Naše vlast na fotografii“ (1935), kterou uspořádala Ukrajinská fotografická společnost ve Lvově.
V předvečer druhé světové války provedl Jaroslav Pasternak (s Dorošem znám od dob společné práce v UFOTO) archeologické vykopávky u Halyče (Krylos), které na jeho pozvání natočil Julian Doroš.
V roce 1939 Julian Doroš spolu s Olexandrem Dovženkem a V. Sofronivovem-Levytským cestoval po Karpatech (Kosiv, Kuty, Kryvorivnja). V Zhabie se natáčela huculská svatba s párem, koňmi, pistolemi a střelbou.
Válečná léta pro něj byla neproduktivní, sotva pořídil pár rodinných fotografií.
Od roku 1946 začalo nové období v životě muže, který se vyznačoval řadou tvůrčích úspěchů. V letech 1956–1965 Julian Doroš působil jako fotograf katedry archeologie Institutu sociálních věd. Člen archeologických expedic ústavu. Jeho fotografie byly publikovány v pracích o archeologii, etnografii, lidovém umění, vystaveny na třech samostatných výstavách. Získal práci jako fotograf v historickém muzeu ve Lvově, pracuje na Katedře dějin technologie Lvovského polytechnického institutu, který jako jeden z prvních ve Lvově ovládal techniku barevné fotografie.
V roce 1956 na návrh I. Krypjakevyče na Katedře archeologie Institutu sociálních věd Akademie věd SSSR Julian Doroš založil fotografickou laboratoř, která tiskla ilustrace pro průvodce, alba, knihy (Historické pasáže ve Lvově atd.).
Po Julianu Dorošovi je pojmenována ulice ve Lvově.

## Tvůrčí práce Juliana Doroše

### Nejslavnější fotografie
První úspěch fotografa Doroše - album s názvem „Subreference fotografií at the Economic Abstract of VPK in Lviv“, datováno 1928. Obsahuje 44 fotografií ilustrujících sjezd absolventů společnosti Plast 30. června 1928, ženské a nováčkovské tábory v Pidljutech, tábor seniorů na Sokole a celkový pohled na Sokol téhož roku 1928 a také vodní tábor na Dněstru.

### Filmy
- 1929 - Svátek mládeže, dokument o životě Plastu.
- 1933 - Rakovec, dokument
- 1938 - Pro dobro a krásu, první ukrajinský celovečerní film na západní Ukrajině, natáčený v Horodenkivščyně a v Kopyčynci na pokyn Ústředního svazu a Společnosti ukrajinských spolupracovníků. Svým obsahem se jednalo o reklamu zastupující ukrajinské galicijské výrobky. Autory scénáře byli Vasyl Sofroniv-Levyckyj a Roman Kupčynskyj [1]. Sólista lvovské opery z Volyně Andriy Poliščuk a Marička Sofijan-Lozynska hráli  z ochotnického divadla z Kopyčynce. Studio „Foto-film“.[2]
- 1938 - dokument o pohřbu velitele UGA generála Myrona Tarnavského. Následně byl filmu udělen zápis do knihy Historie ukrajinské kinematografie od Lubomyra Gosejka, která vyšla ve Francii v roce 2001.
- 1939 - nedokončený film Křídlo – historický příběh z XII. století, inspirovaný vykopávkami chrámu v Halyči. Julian Doroš začal točit barevný film o životě Ukrajiny a Ruska z XII. století (pracovní název „Křídlo“), jehož scénář napsal Volodymyr Sofroniv-Levytskyj a umělecká kritička a výtvarnice Iryna Gurgula podle pokynů Jaroslava Pasternaka navrhly oblečení pro postavy filmu. Do hlavních rolí byli pozváni herci Andrij Poliščuk a Marička Sofijan-Lozynska. Zkoušky filmu se konaly v létě 1939 v metropolitní zahradě katedrály svatého Jiří ve Lvově.

### Samostatné výstavy
- 1957 - první samostatná výstava etnografické fotografie Juliana Doroše v Muzeu etnografie a umění a řemesel ve Lvově.
- 1972 - třetí samostatná výstava děl Juliana Doroše v Ivano-Frankivsk Museum of Local Lore
- 1973 - čtvrtá samostatná výstava (opakování expozice předchozí výstavy) děl Juliana Doroše ve Velesnivském etnografickém a památkovém muzeu V. Hnatjuka (vesnice Velesniv, Monastyrysky okres Ternopilské oblasti)

### Společné výstavy
- 1933 - výstava fotografií v ukrajinském pavilonu na světové výstavě The 1933 Century of Progress, Chicago (USA), kde vystavil svoji nejslavnější fotografii Vijalnycja (Fanoušek).
- 1935 - výstava fotografií Naše vlast na fotografii, Lvov (organizátor: Ukrajinská fotografická společnost). Vyhrál první místo v oblasti etnografické fotografie za sérii fotografií ze života v Huculské oblasti a v Pokuti.

### Knihy a publikace
- Kniha Učebnice amatérského fotografa, 1931, Lvov
- Kniha Pobilšennja (Zvětšeniny), Lvov

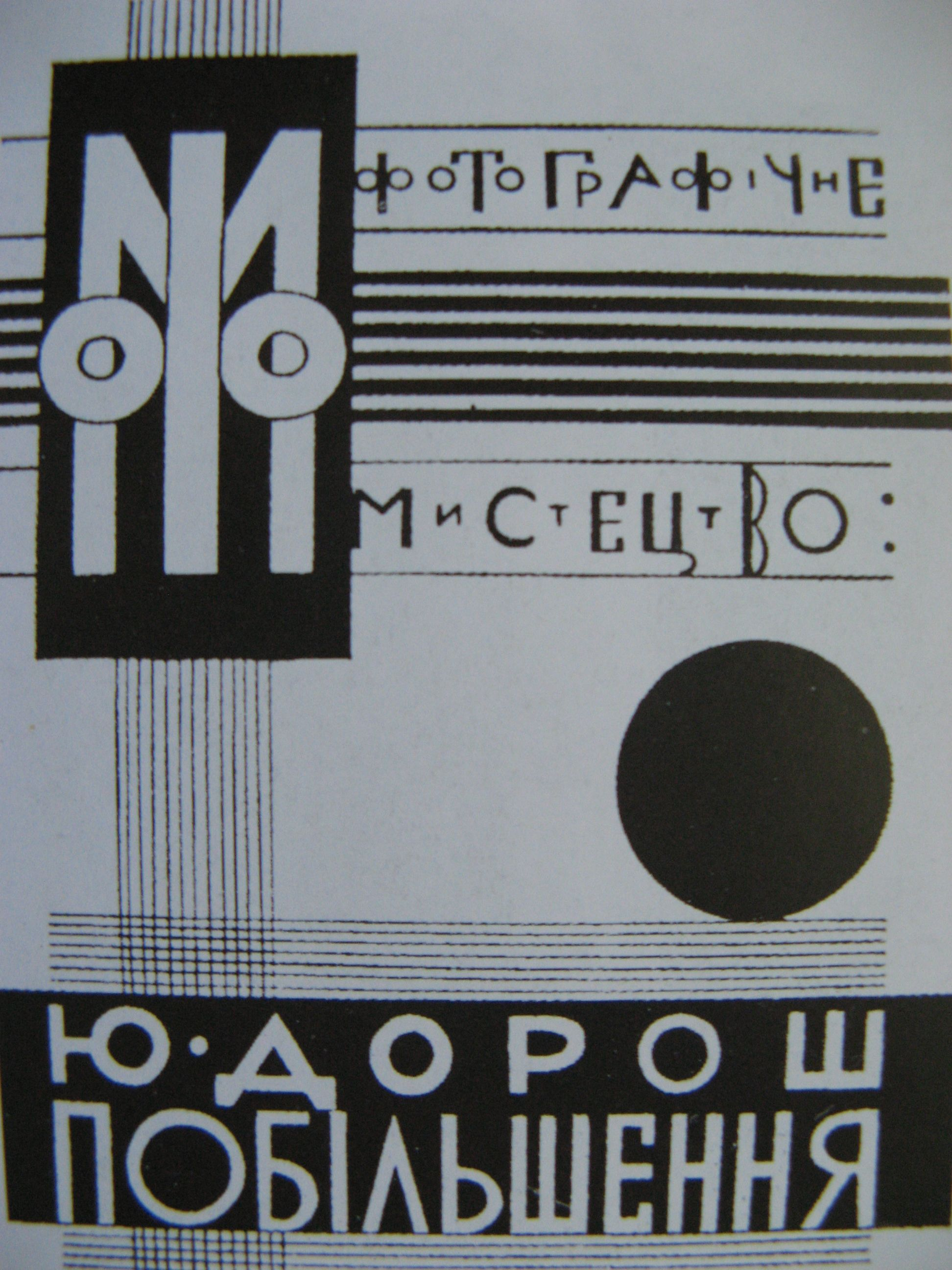
Kniha Pobilšennja (Zvětšeniny)